# Granadina (Anglada Camarasa)
Granadina és un quadre d'Hermen Anglada i Camarasa dipositat al Museu Nacional d'Art de Catalunya (Barcelona), el qual fou pintat l'any 1915.

## Context històric i artístic
Hermenegild Anglada Camarasa va néixer a Barcelona l'any 1872, estudià a l'Escola de la Llotja (on fou deixeble de Modest Urgell), i amplià estudis a París, on abandonà l'impressionisme que havia caracteritzat els seus inicis per un formalisme decorativista excepcionalment líric i atractiu. El 1898, quan tenia 27 anys, va fer la seua primera exposició a París, i des de llavors els èxits internacionals se succeïren en la seua llarga carrera. Anglada Camarasa emprava la pintura a l'oli amb gran densitat i amb un esclat de colors quasi d'esmalt. El seu preciosisme retòric causà admiració, i a partir del 1909, any en què es produí el triomf dels Ballets Russos a París i l'èxit universal del folklore rus a través de les obres de Natàlia Gontxarova i de Léon Bakst, començà a aplicar la seua fórmula al folklore valencià i andalús, com evidencia aquesta pintura en què el veritable protagonista és el cromatisme de la indumentària. El 1910, amb motiu de la celebració del centenari de la Revolució de Maig argentina, li fou dedicada una sala d'honor, i durant els anys següents continuà el seu clamorós èxit a Alemanya, Itàlia i els Estats Units. El 1914, arran de l'inici de la Primera Guerra Mundial, es traslladà a Mallorca i s'instal·là a Pollença, on visqué la resta de la seua vida convertit en centre d'un grup d'altres artistes que constituïren el que s'anomenà Escola de Pollença.

## Descripció
Aquesta pintura a l'oli sobre tela de 195,5 × 125,5 cm és ben característica de l'encant que Anglada Camarasa era capaç d'extreure dels temes folklòrics. Les ombres verdes sobre el rostre i l'escot d'aquesta model andalusa fan d'Anglada Camarasa un èmul del fauvisme de Kees van Dongen.